# Schmitten (Grisões)
Schmitten é uma comuna da Suíça, no Cantão Grisões, com 256 habitantes, de acordo com o censo de 2010. Estende-se por uma área de 11,32 km², de densidade populacional de 23 hab/km². Confina com as seguintes comunas: Alvaneu, Arosa, Filisur, Wiesen.
A língua oficial nesta comuna é o Alemão.